# Andelais de Bénévent
Andelais ou Audelachis de Bénévent est un duc lombard usurpateur de Bénévent de 731 à 732

## Biographie
Andelais ou Audelachis est un dignitaire de la cour ducale sous règne du duc  Romuald II. À la mort de ce dernier mettant à profit le très jeune âge de son successeur Gisulf il se met à la tête d'une révolte de palais et se fait proclamer prince. Le roi Luitprand intervient et après un règne de deux ans selon le Chronicon Salernitanum il remplace Audelachis par son propre neveu Grégoire de Bénévent.